# Wabenträger

Grafik welche veranschaulicht wie ein Wabenträger aus einem Stahlprofil geschnitten und geschweißt wird

Ein Wabenträger oder Lochstegträger ist im Stahlbau ein Stahlträger mit verbesserter Tragkraft, der aus einem standard Doppel-T-Walzprofil gefertigt wird, indem dieser entlang des Mittelstegs in zwei halbe Profile geschnitten und versetzt wieder zusammengeschweißt wird. Die Löcher können Sechsecke, Achtecke oder Kreise sein. Der Vorteil eines Wabenträgers ist, dass er weniger Masse hat als ein vergleichbares Walzprofil gleicher Höhe und Installationen leichter anzubringen sind. Zur Herstellung von Wabenträgern mit kreisförmigen Ausschnitten sind zwei Schnittlinien im Ausgangs-Träger notwendig und es fällt eine geringe Menge von Abschnitten an.
Normiert sind die Kurzbezeichnungen WPE-, WEA- und WEB-Träger für Wabenträger, die aus IPE-, HEA- und HEB-Profilen hergestellt werden.

## Geschichte
Erste Wabenträger wurden Anfang der 1930er Jahre in der damaligen ersten Tschechoslowakischen Republik bei den Škoda-Werken in Doudlevec zum Einsatz. Der Ingenieur Geoffrey Murray Boyd bekam 1939 das British Patent für Wabenträger zugesprochen. 1942 veröffentlichte der Ingenieur František Faltus seine Ansätze in der Zeitschrift Technický obzor um Wabenträger elastisch zu berechnen. In der zweiten Hälfte der 1950er Jahre entwickelte man – vor allem in den USA und Deutschland – die elastischen Theorien weiter. So ist bis zum Jahr 1965 die elastische Beschreibung und Berechnung eines Wabenträgers verstanden. Bis zu Mitte der 1970er Jahre wurden auch plastische Berechnungsverfahren für Wabenträger publiziert.